# São Lourenço da Serra
São Lourenço da Serra là một đô thị tại bang São Paulo, Brasil. Đô thị này có diện tích 186,709 km², dân số năm 2007 là 16.121 người, mật độ dân số 83,9 người/km². Đây là một đô thị thành phần của vùng đô thị São Paulo. Đô thị này cách thủ phủ bang São Paulo km, nằm ở độ cao m. Khí hậu ở đây bán nhiệt đới. Theo thống kê năm 2000, đô thị này có chỉ số phát triển con người 0,771.
Khu vực phía nam của đô thị này là rừng rậm với dãy núi Serra do Mar, ở khu vực giữa và phía nam chủ yếu là đồi và đô thị hóa một phần.

## Các đô thị giáp ranh
Đô thị này giáp các đô thị sau:
| Tây Bắc: Cotia | Bắc: Cotia và Itapecerica da Serra |                     |
| Tây: Ibiúna    | São Lourenço da Serra              | Đông: Embu-Guaçu    |
|                | Nam: Juquitiba                     | Đông Nam: Juquitiba |